# Tipula (Lunatipula) borysthenica
Tipula (Lunatipula) borysthenica is een tweevleugelige uit de familie langpootmuggen (Tipulidae). De soort komt voor in het Palearctisch gebied.